# 몰다비아 공국
몰다비아 공국(루마니아어: Principatul Moldovei 프린시파툴 몰도베이[*])은 현재의 루마니아와 몰도바, 우크라이나 사이에 걸쳐 있었던 공국이며, 14세기에 왈라키아 공국과 동군연합을 구성하였다.